# Augustas Pečiukevičius
Augustas Pečiukevičius (Vilnius, 2 december 1991) is een Litouws basketballer.

## Carrière
Pečiukevičius maakte zijn debuut in 2008 voor KK Akademija Vilnius in de tweede klasse en in 2009 voor KK Kaunas in de eerste klasse. Daarna speelde hij drie jaar voor KK Sakalai. In 2012 tekende hij in Estland bij KK Pärnu na een seizoen trok hij naar Tartu Ülikooli waar hij twee jaar speelde. Voor het seizoen 2015/16 tekende hij bij de Spaanse tweedeklasser CB San Pablo Burgos waar hij een seizoen speelde. In 2016 trok hij naar de Belgische competitie en tekende bij Basic-Fit Brussels waar hij drie jaar speelde.
In 2019 tekende hij bij de Spaanse tweedeklasser Club Basquet Coruña waar hij drie jaar speelde. In 2022 tekende hij bij reeksgenoot Club Ourense Baloncesto waar hij een seizoen speelde. In de zomer van 2023 tekende hij bij de Belgische eersteklasser Kangoeroes Mechelen.

## Erelijst
- BNXT League-kampioen: 2025